# 3128 Obrucsev
A 3128 Obruchev (ideiglenes jelöléssel 1979 FJ2) a Naprendszer kisbolygóövében található aszteroida. Nyikolaj Sztyepanovics Csernih fedezte fel 1979. március 23-án.